# Swjatopolk II. (Kiew)
Swjatopolk II. Isjaslawitsch (altostslawisch Свѧтополкъ Изѧславичь; * 1050; † 1113) war Großfürst der Kiewer Rus von 1093 bis 1113. Er war ein Sohn von Isjaslaw I. und der Nachfolger seines Onkels Wsewolod I. als Großfürst.

## Leben
Swjatopolks Herrschaft über die Kiewer Rus begann mit einer Reihe von verheerenden Niederlagen gegen die Kumanen im Jahr 1093, die Swjatopolk zwangen, im Jahr 1094 einen Frieden mit dem Kumanenkhan Tugorkan zu schließen. Zur Festigung dieses Friedens heiratete Swjatopolk Tugorkans Tochter Jelena Tugorkanowna. Im Jahr 1099 zahlte sich dieses Bündnis aus, als ein Kumanenheer unter Bönek-Khan auf der Seite Kiews bei Przemyśl ein ungarisches Heer unter König Koloman schlug. Dennoch scheint das Bündnis nicht allzu fest gewesen zu sein, da etwa zur gleichen Zeit Teilstämme der Kumanen erneute Raubzüge nach Russland hinein unternahmen.
Das zweite große Problem waren die durch das Senioratsprinzip begünstigten Auseinandersetzungen unter den zahlreichen Mitgliedern der Rurikiden-Dynastie, die ein Anrecht auf Fürstentitel in der Rus hatten. Auf dem Fürstentag von Ljubetsch, den Swjatopolk II. 1097 auf Anregung Wladimir Monomachs einberief, wurden die ersten Versuche unternommen, das Senioratsprinzip einzuschränken. Trotz der verschiedenen getroffenen Vereinbarungen zur Verstetigung der Herrschaftsaufteilung kam es schnell wieder zu Kämpfen zwischen den Rurikiden, die Wladimir Monomach durch sein militärisches Geschick für sich entschied. Dies verschaffte ihm so großes Ansehen, dass er 1113 zum unangefochtenen Nachfolger Swjatopolks II. wurde, obwohl dies das Senioratsprinzip durchbrach.
Swjatopolk hatte einen Sohn, Jaroslaw I. Swjatopolkowitsch von Wladimir, der die namentlich unbekannte Tochter des polnischen Herzogs Władysław I. Herman (aus seiner zweiten Ehe mit Judith von Ungarn) heiratete. Ferner hatte er zwei Töchter: Preslava/Pre(d)slava, die im August 1104 den ungarischen Fürsten Álmos heiratete, und Zbysława von Kiew, die Bolesław III. Schiefmund von Polen heiratete.